# У карнавалі історії
«У карнавалі історії» — мемуар-автобіографія Леоніда Плюща видана 1979 року п'ятьма мовами одночасно (російською, французькою, англійською, італійською й українською). Належить до «золотого фонду» літератури антитоталітарного спротиву. Аналізуючи свій життєвий шлях від повоєнного дитинства до Дніпропетровської психтюрми, куди він потратив з початком репресій 1972 р., Плющ створює панорамний портрет цілого покоління «шістдесятників».